# Pawling (wieś)
Pawling – wieś w Stanach Zjednoczonych, w stanie Nowy Jork, w hrabstwie Dutchess, w mieście Pawling. W 2020 roku zamieszkana przez 1995 osób. 10 lat wcześniej przez 2347 osób. Powierzchnia wsi wynosi 5,17 km².
Przez Pawling przebiega linia kolejowa Harlem Line, należąca do Metro-North Railroad. We wsi znajduje się stacja kolejowa Pawling.